# Ophiorrhiza bracteata
Ophiorrhiza bracteata är en måreväxtart som beskrevs av Pieter Willem Korthals. Ophiorrhiza bracteata ingår i släktet Ophiorrhiza och familjen måreväxter.
Artens utbredningsområde är Java. Inga underarter finns listade i Catalogue of Life.